# Hanuš Inwald
Hanuš Inwald (23. května 1921, Třebíč - 26. února 1984, Moravská Třebová) byl český obchodník, manažer a voják.

## Biografie
Hanuš Inwald se narodil v roce 1921 v Třebíči do židovské rodiny, otec Berthold zemřel roku 1927 a nadále tak žil pouze s matkou Annou, jež vedla obchod. Později nastoupil do učení, které ukončil jako obchodní příručí. Z důvodu rasového pronásledování však v roce 1938 odešel z republiky, odešel na Balkán a posléze na Střední východ, kde dne 1. listopadu 1939 nastoupil do československé armády. Bojoval v Sýrii, později v Tobruku a nedaleko Dunkerku.
Po skončení druhé světové války se vrátil do Československa, ale vzhledem k tomu, že již nežil nikdo z jeho příbuzných (matka zemřela v koncentračním táboře Ravensbrück), tak z Třebíče posléze odešel. Přesídlil do Moravské Třebové, kde zřídil obchod a následně nastoupil do družstva Jednota a posléze vedl prodejní oddělení společnosti Sandrik. Zemřel v roce 1984. Dlouhodobě působil ve vedoucích pozicích TJ Slovan Moravská Třebová.